# خائنان (فیلم ۲۰۱۷)
خائنان (به انگلیسی: Renegades) یا یاغی‌ها یک فیلم اکشن و دلهره‌آور محصول سال ۲۰۱۷ به کارگردانی استیون کوال و نویسندگی لوک بسون و ریچارد ونک است. این فیلم با بازی سالیوان استیپلتون، جی. کی. سیمونز و چارلی بیولی، تیمی از نیروی دریایی را دنبال می‌کند که از آنها خواسته می‌شود طلای نازی‌ها را که در یک صندوق بانکی در یک شهر زیر آب در ته دریاچه بوسنی ذخیره شده‌است نجات دهند. این فیلم در ۱ سپتامبر ۲۰۱۷ در آلمان و ۲۹ اوت ۲۰۱۸ در فرانسه و در ایالات متحده در ۲۲ ژانویه ۲۰۱۹ بر روی دیسک بلوری و دی‌وی‌دی توسط لاینزگیت منتشر شد.

## داستان
یک تیم از ملوانان نیروی دریایی یک گنج بزرگ پنهان را در یک دریاچه در بوسنی کشف می‌کنند.